# Восток штата Сержипи (мезорегион)

Восток штата Сержипи на карте.

Восток штата Сержипи (порт. Mesorregião do Leste Sergipano) — административно-статистический мезорегион в Бразилии, входит в штат Сержипи.
Население составляет 1 397 119 человек (на 2010 год). Площадь — 8 697,914 км². Плотность населения — 160,63 чел./км².

## Демография
Согласно сведениям, собранным в ходе переписи 2010 г. Национальным институтом географии и статистики (IBGE), население мезорегиона составляет:
| Полное население                            | Полное население                            | Полное население                            | Полное население                            | 1 397 119 |
| ------------------------------------------- | ------------------------------------------- | ------------------------------------------- | ------------------------------------------- | --------- |
| в том числе:                                | Городское население                         | 1 149 236                                   | Процент городского населения, %             | 82,26     |
|                                             | Сельское население                          | 247 883                                     | Процент сельского населения, %              | 17,74     |
|                                             | Мужское население                           | 672 819                                     | Процент мужского населения, %               | 48,16     |
|                                             | Женское население                           | 724 300                                     | Процент женского населения, %               | 51,84     |
| Плотность населения, чел/км²                | Плотность населения, чел/км²                | Плотность населения, чел/км²                | Плотность населения, чел/км²                | 160,63    |
| Население мезорегиона в % к населению штата | Население мезорегиона в % к населению штата | Население мезорегиона в % к населению штата | Население мезорегиона в % к населению штата | 67,56     |

## Состав мезорегиона
В мезорегион входят следующие микрорегионы:
1. Аракажу
2. Бокин
3. Котингиба
4. Эстансия
5. Жапаратуба
6. Проприя
7. Байшу-Котингиба